# Ракитин, Василий Иванович
Васи́лий Ива́нович Раки́тин (11 сентября 1939, Москва — 24 января 2017, Москва) — советский и российский искусствовед, исследователь и куратор русского авангарда.

## Биография
Василий Ракитин родился 11 сентября 1939 года в Москве.
В 1962 годах окончил отделение истории и теории искусства исторического факультета Московского государственного университета имени М. В. Ломоносова, в 1967—1970 годах — в аспирантуре Научно-исследовательского института теории и истории перспективных проблем советской архитектуры.
С середины 1960-х годов начал изучать модернизм и русский авангард. Значительное влияние на Ракитина оказало общение с крупнейшим коллекционером русского авангарда Георгием Костаки.
Выступал как куратор и участвовал в организации ряда выставок русского авангарда, в том числе выставки «Великая утопия» и выставок произведений Марка Шагала в Германии, Австрии, Финляндии, Италии.
В 1992 году инициировал издательский проект RA («Русский авангард») и подготовил для него серию мемуаров русских авангардистов и монографии о Николае Суетине и Илье Чашнике.
Жена — Елена Борисовна Ракитина (1939-2021). Сын — Дмитрий, художник-аутист.